# 深山計
深山 計（みやま はかる、1954年2月18日 - 2018年11月1日）は、兵庫県出身のフリーアナウンサー。

## 経歴
関西学院大学卒業後の1976年、中国放送（RCC）に技術担当職員として入社し、同社のアナウンサー不足に伴いアナウンス部に異動となる。1984年と1986年には日本シリーズで実況を担当し、広島東洋カープの日本一達成の瞬間（1984年）を伝えている。1989年にニッポン放送へ移籍し、ニッポン放送ショウアップナイターやマラソン中継を担当。同年のパリ駅伝では悪天候でモニターに何ひとつ映像が来ない中、自ら歩測して作ったコースの地図とストップウォッチだけを頼りに、推測しながら実況をこなした。1996年のアトランタオリンピックでは、ジャパンコンソーシアムの一員として、開会式・女子マラソン・水泳・陸上・バレーボール・レスリング等の実況を担当した。独特の特徴として、ニッポン放送移籍後は、放送中にアナウンサーを呼びかける場合に、アナウンサーの呼称なしで紹介する、唯一のスポーツアナウンサーであった（古巣の中国放送への広島東洋カープのビジターゲームの裏送りでは、呼称をつけることがあった）。
2002年にニッポン放送を退社するとともに、スポーツマネージメント会社「ライツ」の取締役に就任。スポーツアナウンサーとして活躍するかたわら、スポーツをテーマにしたシンポジウムやトークショーなどの司会・コーディネーターも務めていた。
2018年11月1日21時11分、直腸がんのため東京都品川区の病院で死去。64歳没。

## 担当番組
中国放送時代
- S☆1 BASEBALL（実況を担当したテレビのプロ野球中継の現行タイトル。ローカル放送では下記ラジオ番組と同タイトルを使用）
- Veryカープ! RCCカープナイター／カープデーゲーム中継（実況を担当したラジオのプロ野球中継の現行タイトル）
- なんでもジョッキー（司会。1980年度は月 - 水曜日を藤尾めぐみ〈当時中国放送アナウンサー〉と担当）[5]

ニッポン放送時代
- ニッポン放送ショウアップナイター（実況・ベンチリポート。古巣の中国放送への裏送りも担当）

フリー時代
- 大阪国際女子マラソン（ラジオ大阪制作）
- 名古屋ウィメンズマラソン（東海ラジオ制作）
- 夢・応援!女子プロ野球中継2013～全国へ、そして世界へ～（TOKYO MX制作）
- 高校野球神奈川県大会（2013年7月 - 、県内CATV局の共同制作）